# Анкарская консерватория
Государственная консерватория Анкары при университете Хаджеттепе — первая турецкая консерватория, основанная в республике в 1936 году по личному указанию Мустафы Кемаля Ататюрка. Сегодня Анкарская консерватория является частью столичного университета Хаджеттепе. История музыкального ВУЗа тесно связана с такими именами как Пауль Хиндемит, Карл Антон Эберт и Нинет де Валуа, заложившими основы современного музыкального образования в Турции.

## История
Во второй год с момента образования Турецкой Республики, в Анкаре открылась «Школа учителей музыки». Её основной целью была подготовка педагогических кадров для развития музыкального образования в стране, созданной после распада Османской империи. Параллельно, в 1926 году, в Стамбуле открылась городская консерватория.
В 1934 году, для дальнейшего развития музыкального и исполнительского искусства в Турции, по прямой директиве Кемаля Ататюрка под эгидой Министерства образования была создана Государственная консерватория Анкары. Её главой был назначен Cevat Dursunoğlu, получивший высшее музыкально образование в Берлине и являвшийся известным политическим и государственным деятелем страны.
Выступая с речью в Великом национальном собрании в 1934 году, Мустафа Кемаль подчеркнул: «Чтобы народ умел понимать и ценить музыку, нужно пробудить в нём глубокие чувства, а для этого нужно знать общие правила искусства».
В 1935 году известный композитор и профессор Пауль Хиндемит во время своего визита в Анкару получил личное обращение Мустафы Кемаля Ататюрка с просьбой предложить план реорганизации системы музыкального образования в Турции и подготовить материал для «Универсальной образовательной программы турецкой полифонической музыки» — единой для всех музыкальных заведений. Поскольку к тому моменту в нацистской Германии начались гонения на музыканта: 6 декабря 1934 года министр пропаганды Йозеф Геббельс в своей речи публично назвал Хиндемита «атональным шумовиком» (нем. atonaler Geräuschemacher) — Хиндемит охотно взялся за новую работу. И он успешно справился с поставленной задачей. Существует мнение, что этот проект поддерживался также и нацистским режимом — с целью «внедрения немецких взглядов на музыку» в Турции; сам Хиндемит говорил, что «чувствует себя послом немецкой культуры».
Несмотря на то, что Хиндемит решил не оставаться в Турции надолго (в 1938 году он перебрался в Швейцарию), его влияние на развитие музыкальной жизни в республике, в целом, и на судьбу Государственной консерватории Анкары, в частности, считается «огромным». Во многом именно благодаря его усилиям открытие столичной консерватории вообще состоялось, за что турецкие музыканты до сих пор «помнят и уважают» Хиндемита. Его проект предусматривал три части: бесплатная высшая музыкальная школа (консерватория), школа для преподавателей музыки и театральная школа.
Кроме Хиндемита, в судьбе музыкального ВУЗа Анкары большую роль сыграл другой профессор из Германии — актёр и режиссёр Карл Антон Эберт. Он также был под угрозой нацистских репрессий: от национал-социалистов Эберт получил клеймо «большевика в музыке». В итоге, благодаря работе Эберта в Турции, в учебном заведении появились отделения театра и оперы.
Поскольку для «школы учителей музыки» уже имелся серьёзный задел, она открылась в рамках консерватории раньше других отделений: в первые студенты начали обучение между 6 и 12 мая 1936 года.

## Турецкий государственный балет
На развитие отделения балета в Государственной консерватории Анкары большое влияние оказала известная британская  артистка балета Нинет де Валуа. Турецкое правительство предложило ей изучить возможность создания балетной школы — затем, в 1940-х годах, она посетила страну, открыв школу по той же модели, что и её школа балета Уэллса в Лондоне. Первоначально очень мало людей относились к проекту серьёзно, но школа постепенно утвердилась и привела к развитию турецкого балета в целом.
После обучения первого набора учеников в новой турецкой балетной школе Валуа поставила ряд представлений для государственной балетной труппы, пригласив и ряд знаменитостей того времени. Она поставила спектакли из классического репертуара: в том числе, «Коппелия», «Жизель», «Дон Кихот», «Лебединое озеро» и «Щелкунчик» — затем она дополнила программу современными для тех лет балетами «Патинурс», «Легендарное свидание» и «Принц пагод», а также собственными произведениями.
В 1965 году Нинетт де Валуа создала и поставила первую большую работу, созданную специально для нового турецкого государственного балета: «Çeşmebaşı» («У фонтана») — в которой впервые была представлена музыка, написанная турецким композитором Феритом Тузуном, а в хореографии использованы элементы турецкого народного танца. Балетная школа, которую основала Валуа, до сих пор находится в составе Государственной консерватории Анкары.